# لوپتکانگ اورلوک (نیوجرسی)
لوپتکانگ اورلوک (به انگلیسی: Lopatcong Overlook) یک منطقهٔ مسکونی در ایالات متحده آمریکا است که در شهرستان وارن، نیوجرسی واقع شده‌است. لوپتکانگ اورلوک ۰٫۸۹۵ کیلومتر مربع مساحت و ۷۳۴ نفر جمعیت دارد و ۱۱۰ متر بالاتر از سطح دریا واقع شده‌است.